# Algesheimer Hof

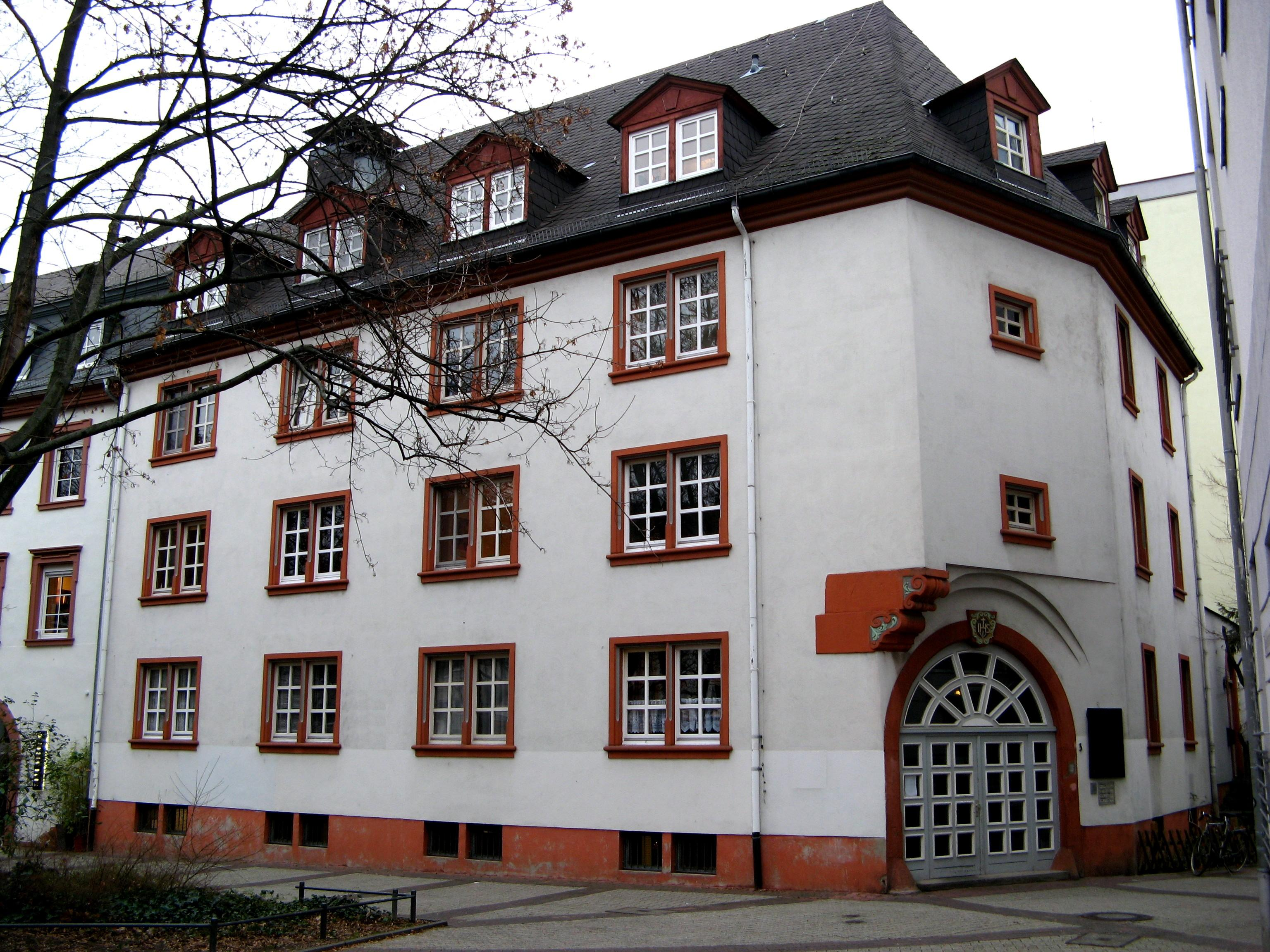
Algesheimer Hof

Der Algesheimer Hof, auch der Hof zum Algesheimer genannt, ist ein historisierender Neubau der 1970er Jahre. Er liegt in der Hinteren Christofsgasse 3 in der Mainzer Altstadt.

## Lage
Der Algesheimer Hof liegt in der Altstadt von Mainz, an der Ecke Christophsgässchen und Hintere Christophsgasse, am Rand des Karmeliterplatzes. Er bildet städtebaulich heute das eine Ende einer Achse, die vom mutmaßlichen Geburtshaus Johannes Gutenbergs, dem Hof zum Gutenberg über die Kirche St. Christoph, der Taufkirche Gutenbergs, zum Alterswohnsitz und mutmaßlichen Sterbehaus Gutenbergs im Algesheimer Hof verläuft.

## Geschichte
1463 wurde der Hof nach der Eroberung der Stadt Mainz von Erzbischof Adolf II. von Nassau  nach der anzunehmenden Auswanderung oder Vertreibung der älteren Besitzer als Burglehen an Ludwig von Lichtenberg verlehnt.
Der Algesheimer Hof war nach einer Chronik aus dem Jahr 1550 Johannes Gutenbergs letzter Wohnsitz. Hier verbrachte er nach seiner Ernennung zum Hofmann des Mainzer Erzbischofs Adolf II. von Nassau seine letzten Lebensjahre bei freier Kost und Logis. Drei Jahre nach dieser Ernennung starb Gutenberg. Aus einer Eintragung in einem nach Gutenbergs Tod gedruckten Buch ist zu erfahren, dass Gutenberg am St. Blasius-Tag starb, demzufolge am 3. Februar des Jahres 1468.
Das Anwesen wurde wie kurz danach auch der Hof zum Gutenberg, dem nicht mehr existenten Geburtshaus Gutenbergs, vom Erzbischof 1477 der neu gegründeten Universität eingegliedert. Als zentrales Gebäude der Universität wohnten hier nicht nur die Studenten in einer Burse, sondern hier fanden auch die Senatssitzungen und Promotionen statt, sowie die universitätsinternen Feste. Im 16. Jahrhundert kam der Hof an die Jesuiten. Noch heute ist ihr Signet IHS als Kurzform von Iesum Habemus Socium („Wir haben Jesus als Gefährten“) im Scheitel des Torbogens zu finden.
Im Zweiten Weltkrieg wurde das Gebäudeensemble stark zerstört. Bei dem Wiederaufbau der 1970er Jahre wurde die erhaltene Bausubstanz abgetragen und ein kompletter Neubau mit verändertem Erscheinungsbild errichtet.

## Baugeschichte
Das Gebiet, auf dem der Algesheimer Hof erbaut wurde, war bereits in der Römerzeit besiedelt. Bei Aushubarbeiten für das direkt angrenzende moderne Gebäude wurden umfangreiche Baureste aus römischen Ziegeln gefunden. Der Umfang und die qualitativ hochwertige Verarbeitung der Ziegel lassen auf ein größeres offizielles Gebäude der römischen Administratur Mogontiacums schließen.
Im späten Mittelalter wurde auf dem Gelände ein steinernes gotisches Giebelhaus errichtet, das heute restlos verschwunden ist.
Zur Zeit der Nutzung für die Universität entstand an der Hinteren Christophstraße ein steinerner Renaissancebau mit gekuppelten Fenstern.
Der Renaissancebau wurde 1726 zur Zeit des Barock umgebaut. Damals wurde schlichte Fenster eingebaut und ein Portal an der Ecke des Baublocks, das heute noch erhalten ist.
Nach der Zerstörung im Zweiten Weltkrieg verfiel die Ruine zunehmend und verlor an Bausubstanz. Die erhaltenen Reste wurden 1977 für einen Neubau abgebrochen.
1977 bis 1979 wurde unter Leitung des Architekten Heinz Laubach der Neubau eines Studentenwohnheims errichtet, der sich an die Erscheinung eines barocken Baukomplexes anlehnte. Der Neubau wird von Peter Karn unter denkmalpflegerischen Aspekten recht kritisch beurteilt: „Unter Verringerung Stockwerkshöhen [wurde] ein zusätzliches Geschoss untergebracht. Die Fenster erhielten eine willkürliche neue Anordnung und wurden unter einseitiger Bevorzugung des ältesten Zustandes als Doppelfenster mit Renaissance-Kehlenprofilen ausgebildet. Der Flügel an der Hinteren Christophstraße mit seinen Anbauten wurde aufgegeben und im Anschluss an den historisierenden Trakt als ´städtebauliche Dominante´ ein undimensionierter Neubau errichtet, dessen wuchtige Baumasse die unvorteilhafteste Wirkung auf das Stadtbild ausübt.“ Die Ergebnisse einer eventuell durchgeführten Bauuntersuchung der abgetragenen historischen Teile wurden bislang nicht veröffentlicht.

## Heutige Ausstattung
Am Haupteingang des Hauses ist eine Gedenktafel angebracht. Diese trägt die Inschrift:
Algesheimer Hof Nach einer alten Handschrift verstarb hier der Erfinder der Buchdruckkunst Johannes Gutenberg in diesem Hause am 03. Februar 1468.
Heute erinnert noch ein Wappen über der Einfahrt an die späteren Eigentümer, die Jesuiten.

## Namensursprung
Das Gebäude trägt den Namen des Ortes Algesheim (heute Gau-Algesheim), dessen Gebiet bereits in der Römerzeit besiedelt war und dessen erste urkundliche Erwähnung im Lorscher Codex im Jahr 766 nach Christus erfolgte, als es das fränkisch-merowingische Alagastesheim schon über zwei Jahrhunderte gegeben haben dürfte. Denkbar ist auch die Benennung nach einer Person, die aus Algesheim kam oder in Beziehung zu diesem Ort stand.